# Claus Christoffersen Lyschander
Claus Christoffersen Lyschander, född 1558 i Norra Vram (Skåne), död vid nyårstiden 1624, var en dansk skald och historiker. 
Lyschander studerade 1581-87 vid Rostocks och andra tyska universitet samt blev magister. Kort efter hemkomsten blev Lyschander genom kungligt maktspråk kyrkoherde i Herfölge vid Kjöge och 1616 kunglig historiograf. I yngre år skrev han latinska dikter med fosterländska ämnen och senare i fyndig rimkrönikestil samt på god danska en serie rimverk: Grönländsk chronica (1608), om Grönlands första upptäckande och bebyggande samt om försöken 1605-07 att återfinna landet, Calmarske triumph (1611), om Kalmarkriget, och Billeættens krönike (författad 1598, tryckt i förvanskad form 1722 och återigen utgiven av H.F. Rördam 1888), där han låter släktens stamfäder och stammödrar berätta sina egna och sina närmastes levnadsöden. 
Som historiker gjorde han flitiga studier och uppgjorde planen till en fullständig Danmarks historia, ett jätteverk i 116
böcker, även behandlande landets inre förhållanden, de enskilda ståndens utveckling med mera. Han förspillde emellertid sitt lärda rykte genom att - som "en lykkelig indgang" - utge De danske kongers slectebog (1622), ett digert folioband, där han till danska folkets ära ville påvisa konungaättens härstamning från Adam och dess senare förgreningar i de andra europeiska furstehusen. Lyschander baserade nämligen äldsta delen av sitt verk på prästen N. Pedersens av denne själv hopstuvade så kallade "gullandske dokumenter", och han förvärrade falsariet genom att återge dem med runor ur egen fatabur. Sannolikt är Lyschander den ursprunglige författaren till den Frederik den andens krönike, som utgavs 1680 och på titelbladet bär namnet P. Resen, och han har vidare gjort den första förteckning i alfabetisk ordning över danska författare, Scriptores danici (tryckt i Westphalens "Monumenta rerum german.", III, 1743: utgiven 1868 med utförliga lärda anmärkningar av H.F. Rördam, jämte Lyschanders biografi).

## Fotnoter
1. ↑  Se registreringar av Claus Christoffersen Lyschander i Rostocker Matrikelportal